# Самсонов, Евгений Борисович
Евге́ний Бори́сович Самсо́нов (15 сентября 1926, Москва — 30 сентября 2014, Москва) — советский гребец, пятикратный чемпион СССР (1949, 1952—1954, 1956), трёхкратный чемпион Европы (1953—1955), призёр Олимпийских игр (1952). Заслуженный мастер спорта СССР (1953). Заслуженный тренер СССР (1960). Судья всесоюзной категории (1981). Заслуженный работник физической культуры РСФСР (1987).

## Биография
Родился 15 сентября 1926 года в Москве. Занимался академической греблей в спортивном обществе «Крылья Советов», тренировался под руководством Александра Шведова.
Наиболее значимых результатов добивался в период с конца 1940-х до середины 1950-х годов, когда шесть раз выигрывал чемпионат СССР в классе восьмёрок. Одновременно входил в состав сборной страны, в 1952 году завоевал серебряную медаль Олимпийских игр в Хельсинки, в 1953–1955 годах первенствовал на чемпионатах Европы, в 1954 году становился победителем Хенлейской регаты в том же классе лодок.
В 1950 году окончил ГЦОЛИФК имени И. В. Сталина. В 1956 году завершил спортивную карьеру и перешёл на тренерскую работу в ДСО «Водник». В 1959–1976 годах был главным тренером сборной СССР. Среди подготовленных им гребцов чемпионы Олимпийских игр Анатолий Сасс, Александр Тимошинин и Геннадий Коршиков.
В дальнейшем преподавал в ГЦОЛИФКе, где в 1976–1977 годах возглавлял кафедру гребного спорта, работал в Спорткомитете СССР, на протяжении многих лет участвовал в организации и судействе соревнований по академической гребле, в 1980 году руководил оперативным центром по подготовке гребного канала «Крылатское» к Олимпийским играм в Москве.
Занимался также научной деятельностью, в 1985 году защитил диссертацию на соискание учёной степени кандидата педагогических наук. Является автором и соавтором более 40 книг и учебных пособий по академической гребле, в 1980-х годах был одним из составителей ежегодника «Гребной спорт».
Умер 30 сентября 2014 года в Москве. Похоронен на Введенском кладбище.

## Интересные факты
В 1951—1952 годах карьеру гребца совмещал с игрой на позиции вратаря за футбольный клуб ВМС Москва/Ленинград.

## Награды
- Орден «Знак Почёта» (16.09.1960) — за успешные выступления в XVII летних и VIII зимних Олимпийских играх 1960 года, а также за выдающиеся спортивные достижения[2]
- Почётная грамота Президента Российской Федерации (05.05.2010) — за заслуги в развитии отечественного гребного спорта[3]